# Rebecca Vespa Berglund
Rebecca Vespa Berglund (Svezia, 16 novembre 1982) è una giornalista, autrice televisiva e conduttrice televisiva italiana.

## Biografia
Nel 2008 conduce la seconda edizione del programma televisivo di Rai Educational, E-CUBO, un programma d'inchiesta su tematiche Ecologiche, Energetiche ed Economiche. Nel 2010 passa a Current e conduce otto puntate del nuovo programma GreenSaver. Nel 2012 torna in Rai e conduce con Andrea Zanni, la prima edizione del programma Nautilus, su Rai Scuola. Nel 2015, dopo 3 anni di pausa, legata a una gravidanza, torna in video con Il posto giusto, un programma che tratta temi riguardanti la formazione professionale e il mercato del lavoro, prodotto dalla Rai in collaborazione con ANPAL e il ministero del lavoro e delle politiche sociali.